# Royal Géants athois
Maillots
Dernière mise à jour : 10 octobre 2016.
Le Royal Géants athois est un club de football belge localisé à Ath, dans la province de Hainaut. Créé en 1929, ce club portait le matricule 2899. Évoluant dans la Promotion lors de la saison 2015-2016, il cesse ses activités après avoir joué 14 rencontres. La fédération belge prononce le forfait général. Le club cessant ses activités, il est radié en juin 2016.
Le club tire son nom d'une fusion survenue en 2004, entre la R. JS Ath-Maffle (matricule 2899) et le FC Ath Sport (matricule 9435). Le club fusionné avait choisi de porter les couleurs jaune, mauve et blanche qui sont celles de la ville d'Ath.
Le nom du club (Géants) est directement inspiré de la culture populaire et du patrimoine local. Annuellement, lors de la Ducasse d'Ath, qui a lieu de la fin du mois d'août au début du mois de septembre, une grande liesse populaire salue la sortie de « Géants » : Monsieur et Madame Goliath se marient. D'autres géants (Ambiorix, Samson...) participent aux festivités le dimanche. Le samedi précédant le cortège, un jeune garçon de la localité (« David ») tente de terrasser Goliath en lançant une petite balle dans un orifice pratiqué dans la structure du géant.

## Repères historiques
- 1929 : fondation de Jeunesse sportive athoise. La date exacte de la fondation n'est pas connue avec certitude. Le club rejoint la Confédération Générale du Sport Ouvrier (CGSO), une ligue socialiste "rivale" de l'URBSFA.
- 1940 : 09/11/1940, Jeunesse sportive athoise s'affilié à l'URBSFA qui lui attribue le matricule 2899.
- 1974 : 01/01/1974, fondation de la Jeunesse sportive Maffle qui s'affilie à l'URBSFA le 06/05/1975 et se voit attribuer le matricule 8260. À noter que si la date historique de création renseignée est le 01/01/1974, le président de ce club écrivit dans la demande d'affiliation: "(...) ayant formé un club depuis quatre ans (...). et que l'on retrouve la trace d'une "JS Maffle" dans un championnat amateur athois, entre 1971 et 1975. "[2]
- 1991 : 01/03/1991, fondation de Football Club Ostiches qui s'affilie à l'URBSFA le 16/07/1991 et se voit attribuer le matricule 9245. Ce club évolue d'abord en "Vert et Blanc" du 01/03/1991 au 18/06/1991 puis passe au "Vert et Jaune". Le 01/07/2002, il reprend ses couleurs initiales.
- 1991 : 28/11/1991, reconnue "Société royale", Jeunesse sportive athoise (2899) prend le nom de Royale Jeunesse sportive athoise (2899).
- 1994 : 01/07/1994, fusion de Royale Jeunesse sportive athoise (2899) avec Jeunesse sportive de Maffle (8260) pour former Royale Jeunesse sportive de Ath-Maffle (2899).
- 2003 : 27/05/2003, fondation de Football Club Ath Sport qui s'affilie à l'URBSFA le 05/06/2003 et se voir attribuer le matricule 9435. Ce club est constitué par d'anciens membres du Royal Football Club athois (67) déclaré en faillite peu de temps avant (voir page Royal Football Club athois).
- 2004 : 01/07/2004, fusion de Royale Jeunesse sportive de Ath-Maffle (2899) avec Football Club Ath Sport (9435) pour former Royal Géants athois (2899).
- 2009 : Royal Géants athois (2899)  atteint les séries nationales. C'est la première fois que le matricule 2899 apparaît à ce niveau. Deux ans plus tard, le club monte en Division 3.
- 2015 : 02/03/2015, exsangue financièrement, Royal Géants athois (2899) annonce l'arrêt prochain de ses activités. Un accord est conclu avec le club voisin du Football Club Ostiches (9245) pour la poursuites des activités des équipes de jeunes et la reprise des installations du « Stade des Géants ».
- 2015 : 04/12/2015, le Royal Géants athois (2899) annonce qu'il ne termine pas la saison. L'URBSFA acte le forfait général peu après. Le club est placé dernier et considéré comme relégué de sa série de Promotion vers la P1 hennuyère. Comme pressenti, le club n'est pas repris et est radié en juin 2016.

## Histoire
La création du Royal Géant athois résulte d'une fusion entre les deux clubs historiques de la ville d'Ath : la Jeunesse sportive athoise et le Football Club Ath Sport (ce dernier ayant été recrée après la faillite du Royal Football Club athois), clubs aussi respectivement surnommés Les Rouges et Les verts.

### Les Rouges
La Jeunesse sportive athoise est fondée en 1929. Le club rejoint d'abord la « Confédération générale du sport ouvrier » (CGSO) une ligue socialiste « rivale » de l'URBSFA. Ce n'est qu'en 1940 que la « JSA » fait sa demande d'affiliation auprès de l'URBSFA. À cette occasion, le Secrétaire du club Émile Carlier écrit à la fédération que "...Une récente décision de la CGSO engage les groupes qui avant les événements (NDLR: début de la Seconde Guerre mondiale), pratiquaient en son sein de conclure les accords voulus leur permettant de se livrer à leur activité sportive au sein des Unions sportives nationales. La date de fondation (24/10/1940) parfois renseignée est donc postérieure à la date réelle.
La JS athoise se voit attribuer le matricule '2899 et intègre ensuite les séries provinciales hennuyères, où il joue durant près de 70 ans. Jusqu'en 2003, des derbies, face à l'autre équipe de la ville, le R. FC athois passionnent la ville, bien qu'ils ne se disputent pas à un haut niveau hiérarchique.
En 1991, la Jeunesse est reconnue « Société royale » et adapte son appellation officielle en Royale Jeunesse Sportive Athoise le 26 novembre. Trois ans plus tard, le club fusionne avec la Jeunesse sportive de Maffle (matricule 8260), un club du village de Maffle.

### Les Géants
En 2003, le RFC athois (matricule 67) est déclaré en faillite. Son matricule est radié des listes de l'URBSFA. D'anciens membres de ce club fondent dans la foulée le Football Club Ath Sport, qui reçoit le matricule 9435.
Le 13 février 2004, ce nouveau club annonce qu'il va fusionner avec le matricule 2899 pour former le Royal Géants athois. Cette fusion est effective le 01/07/2004 sous le matricule le plus ancien, et évolue en deuxième provinciale hennuyère.
L'ambition des nouveaux dirigeants est de rejoindre au plus vite la Promotion, le quatrième échelon national. En 2006, le nouveau club rejoint pour la première fois de sa jeune histoire, la première provinciale, le plus haut niveau avant les séries nationales. La première saison, l'équipe termine 5e du championnat et la saison suivante se qualifie pour le tour final. Elle est éliminée de suite par la R.US Beloeil. En 2009, le club est champion provincial et atteint ainsi son objectif.

#### Croissance trop rapide

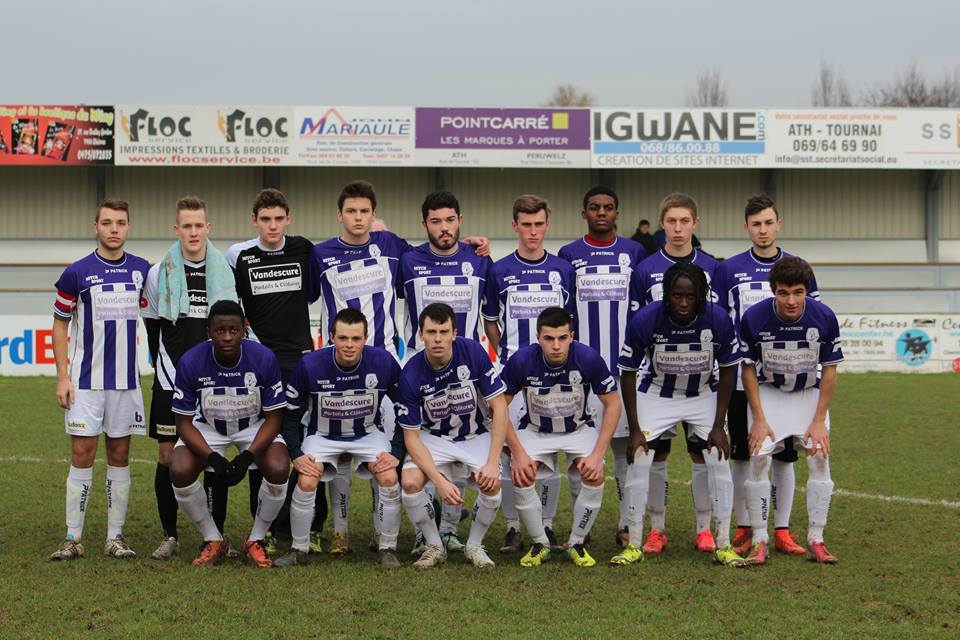
Équipe du RGA composée de joueurs Espoirs et U19 lors du match de championnat du 25 janvier 2015 à la suite du mouvement de grève des joueurs de l'équipe première

Pour sa première saison au niveau national, le club se classe neuvième dans sa série. La saison suivante, après une lutte acharnée[style à revoir] avec l'ambitieux Mouscron-Péruwelz, les "Géants" chipent[style à revoir] le titre sur le fil aux "Hurlus". Les deux clubs sont à égalité de points, mais Ath est sacré champion pour avoir gagné un match de plus que son adversaire.
Le club accède ainsi à l'échelon supérieur et dispute en 2011-2012 la première saison de son histoire en troisième division nationale et se classe 11e. Le 2e année est plus difficile et le maintien n'est assuré que lors des deux dernières journées de championnat avec une 14e place. La saison 2013-2014 est bien meilleure avec une sixième place finale. Cette troisième saison voit l'arrivée d'un nouvel entraineur Luigi Nasca qui est encore aux commandes de l'équipe pour la saison 2014-2015. Celle-ci commence de manière satisfaisante sur le plan des résultats sportifs, mais les problèmes financiers redoutés sont bel et bien présents.

#### Chronique d'une disparition annoncée
On apprend que le paiement des salaires et primes ne se fait plus. Les joueurs et le staff technique du noyau « A » décident de faire grève à la suite du non-paiement d'arriérés pour la date prévue par la direction. Fait unique dans l'histoire du club, le 25 janvier 2015, c'est une équipe composée de joueurs « U21 » et « U19 » (joueurs entre 17 et 20 ans) affronte en championnat l'équipe de Deinze, candidate déclarée à la montée en Division 2 et coachée à ce moment par une Légende du football belge : Jan Ceulemans. Le score final est sans appel : 0-16!
Après un tel affront, par respect pour les bénévoles et supporters, les titulaires cessent la grève. Ils prestent le match suivant et terminent le championnat. Cette fin de parcours est un calvaire, d'autant que début mars 2015, (voir ci-après), les dirigeants du matricule 2899 annonce l'arrêt des activités au terme de la saison. Ils confirment l'entame de négociations avec un autre cercle de l'entité athoise, le FC Ostiches qui milite en P1 Hainaut. Ces débats ont été initiés pas la Ville de Ath qui s'interrogent sur l'avenir des nombreux équipes d'âge du Royal Géants Athois.
Jusqu'au terme de la compétition, les résultats restent trop irréguliers et malgré un long espoir mathématique, les Géants échouent dans la zone rouge du classement. L'équipe « A », en dépit de certaines défections, tente d'éviter la relégation afin de laisser une chance de soit pouvoir négocier la vente du matricule 2899 en tant que club de Division 3, soit trouver un repreneur qui relancerait. C'est peine perdue. Les « Géants » terminent 16e et donc barragistes. Les responsables choisissent d'arrêter les frais, sans mauvais jeu de mots. Ils décidenr de renoncer aux barrages et le club perd par forfait (5-0) la première rencontre qu'il doit jouer contre la Royale Entente Sportive Acrenoise.

## Matricule cédé
Alors que toutes les équipes de jeunes sont passées sous le matricule 9245 qui devient le CS Pays Vert Ostiches-Ath et que nombreux s'attendent à une disparition pure et simple, le « matricule 2899 » est repris ! C'est une surprise car les médias régionaux avaient annoncé tout l'inverse depuis longtemps.
Les Géants Athois ont une nouvelle direction en date du 30 juin 2015. Il s'agit d'investisseurs présentés comme français au nombre desquels figurerait l'ancien international Nicolas Anelka. Notons que de son côté, l'ancien joueur a toujours déclaré n'avoir qu'un rôle de « conseiller ». Il est pourtant présent lors de différentes rencontres que le club joue au début de la saison 2015-2016. Pour la presse belge, le nom d'Anelka est considéré comme vendeur car nombre d'articles paraissent avec le nom de l'international (marié à une Belge) cité dans le titre,,.

### Reprise équivoque puis forfait général
Toujours dénommé officiellement « Royal Géants Athois », est aligné dans la série B du  championnat de Promotion avec l'objectif déclaré de resté au 4e niveau qui prend le nom de « Division 2 Amateur » à partir de la saison suivante. Initialement, les nouveaux dirigeants ont trouvé un accord avec la localité de Fleurus. Toutefois faute d'un effectif suffisamment étoffé, le cercle que la presse belge appelle, à tort ou à raison, « le club d'Anelka » doit déclarer forfait pour la première journée de compétition. Notons que le nom de l'ancien attaquant des « Bleus » attise aussi la curiosité de médias français comme le quotidien « Le Parisien » ou le portail web « Culture PSG ».
Certains journalistes disent alors que Nicolas Anelka souhaite commencer sa carrière d'entraîneur avec le « R.G.A. », en bas de l'échelle, en janvier 2016. On parle selon les sources, mi-sérieuses, mi-ironiques, du « FC Anelka » ou du « FC Anelkath ». Info ou Intox ? On ne saura jamais le fin mot, mais en octobre 2015, le très sérieux quotidien français « Le Monde » calme les ardeurs de beaucoup avec un papier dans lequel Anelka réfute être devenu propriétaire de matricule 2899 et explique n'avoir été que l'intermédiaire d'un fonds d'investissements. L'article décrit aussi ce que beaucoup présentaient : l'amateurisme voir l'incompétence des nouveaux responsables des Géants Athois. À cette époque Anelka est manager du Mumbai City FC, fonction qu'il occupe jusqu'en avril 2016,.
Après quelques semaines à Fleurus, le club déménage vers le stade Orphale Crucke de Renaix, commune néerlandophone mais dite à facilités, qu'il doit partager avec le « K. SK Local ». Les péripéties immobilières ne sont rien à côté de la désillusion qui attend ceux qui ont cru aux promesses. L'argent n'arrive pas et, logiquement, les activités s'arrêtent. En date du 4 décembre 2015, le club annonce qu'il ne disputera pas ses deux prochains déplacements (au RC Waterloo et au K. VC Olympia Sterrebeek). Avec le forfait déclaré lors de la journée initiale, cela porte à trois le nombre de forfait déclarés.
Après la journée des 12 et 13 décembre 2015, l'URSBFA prononce le « forfait général ». Tous les résultats du matricule 2899 sont annulés. Le club est placé à la dernière place de sa série de Promotion et considéré comme relégué en P1 Hainaut. Le matricule 2899 disparaît en juin 2016.

## Nouveau départ en compagnie du FC Ostiches
Avant que la « reprise » (finalement avortée en décembre, voir ci-dessus), ne se produise, des négociations ont lieu dans la cité des Géants.
Le 2 mars 2015, au sortir d'une réunion dirigée par le bourgmestre de Ath, Marc Duvivier, les dirigeants des deux clubs du FC Ostiches et du Royal Géants athois, à savoir les présidents Philippe Dubois et Michel Vandescure, annoncent en conférence de presse que les deux matricules phares de l’entité ne formeront plus qu’un lors de la saison 2015-2016.
La future équipe évoluera sous le matricule d'Ostiches (9245) qui joue en 1re Provinciale hennuyère lors de la saison 2014-2015. Cette équipe partage déjà les installations du stade des Géants. Le club nouveau-né, le Cercle Sportif Pays Vert Ostiches-Ath joue en « Vert et Rouge ». Vert couleur d'Ostiches et Rouge pour rappeler celle que partageaient la JS de Maffle et la R. JS Athoise avant la fusion formant le « RGA ». Le blason du nouveau club représentera le « Moulin d’Ostiches » d’un côté et un « Géant » de l’autre. Le tout sera fermé par un cercle pour bien montrer l’union. La devise du nouveau club sera « Servir et Entreprendre ». Par ailleurs, le nouveau club gèrera six terrains puisqu’il sera le seul occupant du stade communal athois et de celui d’Ostiches,
Il est évident qu'aucune fusion n'intervient car dans ce cas, le club formé devrait apurer tout le passif financier du matricule 2899.

## Résultats dans les divisions nationales
Statistiques mises à jour au 12 mai 2015

### Palmarès
- 1 fois champion de Promotion en 2011

### Bilan
| Niv | Divisions     | Jouées | Titres | TM Up | TM Down |
| --- | ------------- | ------ | ------ | ----- | ------- |
| I   | 1re nationale | 0      | 0      |       |         |
| II  | 2e nationale  | 0      | 0      |       |         |
| III | 3e nationale  | 4      | 0      |       | 1       |
| IV  | 4e nationale  | 2      | 1      |       |         |
| V   | 5e nationale  | 0      | 0      |       |         |
|     |               |        |        |       |         |
|     | TOTAUX        | 6      | 1      | 0     | 1       |

- TM Up : test-match pour départager des égalités, ou toutes formes de Barrages ou de Tour final pour une montée éventuelle.
- TM Down : test-match pour départager des égalités, ou toutes formes de Barrages ou de Tour final pour le maintien.

### Classements saison par saison
| Ordre | Saison  | Nom du club      | Niveau             | Classement final | Remarques                                 |
| ----- | ------- | ---------------- | ------------------ | ---------------- | ----------------------------------------- |
| 1     | 2009-10 | R. Géants athois | Promotion série A  | 9e/16            |                                           |
| 2     | 2010-11 | R. Géants athois | Promotion série A  | Champion         | Promu !                                   |
| 3     | 2011-12 | R. Géants athois | Division 3 série A | 11e/18           |                                           |
| 4     | 2012-13 | R. Géants athois | Division 3 série B | 14e/19           |                                           |
| 5     | 2013-14 | R. Géants athois | Division 3 série A | 6e/18            |                                           |
| 6     | 2014-15 | R. Géants athois | Division 3 série A | 16e/18           | Relégué.                                  |
| 7     | 2015-16 | R. Géants athois | Promotion série B  | 16e/16           | FORFAIT GENERAL après 14 matchs, Relégué. |

## Staff Technique
| Poste                   | Nom                                     |
| ----------------------- | --------------------------------------- |
| Entraîneur principal    | Luigi Nasca                             |
| Entraîneur adjoint      | Jacques Szylar                          |
| Entraîneur des gardiens | Stéphane Parent                         |
| Manager                 | ~ Christophe Courtois/Laurent Vanduille |
| Correspondant Qualifié  | Dany Dupriez                            |
| Président               | Michel Vandescure                       |
| Vice-Président          | Benoît Dekeyser                         |

~ Le 09 octobre 2014, le conseil d'administration de l'ASBL Royal Géants athois désigne Laurent Vanduille pour remplacer Christophe Courtois (démissionnaire) au poste de Manager du club.

## Effectif saison 2014-2015
| Numéro             | Joueur                    | Date de naissance | Nationalité |
| Gardiens           |                           |                   |             |
| 26                 | Jonathan Hochepied (Cap.) | 19-08-1986        | Belgique    |
| 95                 | Quentin Allyn             | 16-08-1995        | Belgique    |
| 30                 | Maxime Marlier            | 05-09-1994        | Belgique    |
| 1                  | Kylian Dubois             | 14-07-1997        | Belgique    |
| Défenseurs         |                           |                   |             |
| 3                  | David Bourlard            | 27-05-1979        | Belgique    |
| 2                  | Gaëtan Delys              | 26-12-1993        | Belgique    |
| 4                  | Maxime Ruggieri           | 13-02-1994        | Belgique    |
| 6                  | Chemcedine El Araichi     | 18-05-1981        | Maroc       |
| 28                 | Martin Frise              | 15-07-1993        | Belgique    |
| 14                 | Adrien Leclercq           | 08-02-1987        | Belgique    |
| 24                 | Jonathan Eckhaut          | 16-11-1985        | Belgique    |
| 27                 | Quentin Louagé            | 30-12-1993        | Belgique    |
| Milieux de terrain |                           |                   |             |
| 8                  | Vincent Miito             | 18-06-1988        | France      |
| 10                 | Quentin Hospied           | 16-09-1989        | Belgique    |
| 77                 | Jérémie Cremers           | 08-08-1991        | Belgique    |
| 7                  | Romain Delaby             | 18-04-1980        | Belgique    |
| 17                 | Sven Leleux               | 03-11-1985        | Belgique    |
| 23                 | Jonathan Dubart           | 25-10-1984        | Belgique    |
| 25                 | Decruynaere Florian       | 06-10-1996        | Belgique    |
| Attaquants         |                           |                   |             |
| 11                 | Rachid Youssfi            | 14-07-1990        | Belgique    |
| 12                 | Enzo Cortelletti          | 23-12-1986        | Belgique    |
| 0                  | Belly Ndayibangutse       | 22-09-1994        | Burundi     |
| 89                 | Aurélien Coppin           | 27-02-1989        | Belgique    |
| 25                 | André Kalenga Ntambue     | 16-04-1992        | Pays-Bas    |
| 0                  | Jeremy Mawete             | 21-01-1994        | Belgique    |

## Anciens joueurs connus
- Olivier Guilmot, vainqueur de la Coupe de Belgique 2003 avec La Louvière, joue aux Géants athois en 2009-2010.
- Chemcedine El Araichi, international marocain en 2008-2009, joue aux Géants athois saison 2014-2015

### Sources et liens externes
- (nl) « Fiche de l'équipe », sur Belgian Soccer Database
- Site officiel du R. Géants athois